# Meridian (Colorado)
Meridian és una concentració de població designada pel cens dels Estats Units a l'estat de Colorado. Segons el cens del 2000 tenia 184 habitants.

## Demografia
Segons el cens del 2000, Meridian tenia 184 habitants, 97 habitatges, i 36 famílies. La densitat de població era de 9,3 habitants per km².
Dels 97 habitatges en un 23,7% hi vivien nens de menys de 18 anys, en un 26,8% hi vivien parelles casades, en un 8,2% dones solteres, i en un 61,9% no eren unitats familiars. En el 46,4% dels habitatges hi vivien persones soles el 46,4% de les quals corresponia a persones de 65 anys o més que vivien soles. El nombre mitjà de persones vivint en cada habitatge era d'1,9 i el nombre mitjà de persones que vivien en cada família era de 2,92.
Per edats la població es repartia de la següent manera: un 22,3% tenia menys de 18 anys, un 15,2% entre 18 i 24, un 50,5% entre 25 i 44, un 11,4% de 45 a 60 i un 0,5% 65 anys o més.
L'edat mediana era de 28 anys. Per cada 100 dones de 18 o més anys hi havia 116,7 homes.
La renda mediana per habitatge era de 45.781 $ i la renda mediana per família de 42.917 $. Els homes tenien una renda mediana de 48.125 $ mentre que les dones 45.781 $. La renda per capita de la població era de 46.031 $. Cap de les famílies i el 7,5% de la població estaven per davall del llindar de pobresa.

## Poblacions més properes
El següent diagrama mostra les poblacions més properes.